# Маринер-10
«Ма́ринер-10» (Mariner 10) — американская автоматическая межпланетная станция, запущенная 3 ноября 1973 ракетой-носителем Атлас/Центавр (Atlas SLV-3D/Centaur D-1A) с космодрома на мысе Канаверал. Целью полёта было изучение планет Венера и Меркурий с пролётной траектории. Общая стоимость проекта составила около $100 млн. До 2008 года «Маринер-10» оставался единственным аппаратом, произведшим исследования и съёмку Меркурия с близкого расстояния. Это был последний аппарат серии «Маринер», поскольку аппараты «Маринер-11» и «Маринер-12» были переименованы в «Вояджер-1» и «Вояджер-2» соответственно.

## Характеристики аппарата
Длина корпуса аппарата составляла 1,4 метра, он имел 2 солнечные панели длиной 2,7 метра каждая. Масса аппарата в момент запуска — 503 кг, в том числе на научные приборы приходилось 79,4 кг.
«Маринер-10» был оборудован двумя идентичными камерами, способными работать в видимом и ультрафиолетовом диапазоне. Кроме того, аппарат нёс ультрафиолетовые спектрометры, инфракрасный радиометр, детектор солнечной плазмы, комплект счётчиков Гейгера-Мюллера для регистрации заряжённых частиц, два магнитометра, вынесенные на штанге длиной 7 метров.

## Пролёт у Венеры
«Маринер-10» был вторым (после Луна-3) аппаратом, использовавшим гравитационный манёвр, опустив с помощью Венеры свой перигелий для сближения с орбитой Меркурия. Максимальное сближение с Венерой составило 5770 км.
Аппарат передал около 3 тыс. снимков планеты в видимых и ультрафиолетовых лучах с максимальным разрешением до 90 метров и 18 метров соответственно. Фотографии показали, что атмосфера планеты находится в постоянном движении; была составлена модель атмосферной динамики Венеры. Аппарат также уточнил массу планеты (которая оказалась несколько меньше расчётной) и подтвердил отсутствие у неё магнитного поля.

## Пролёт у Меркурия

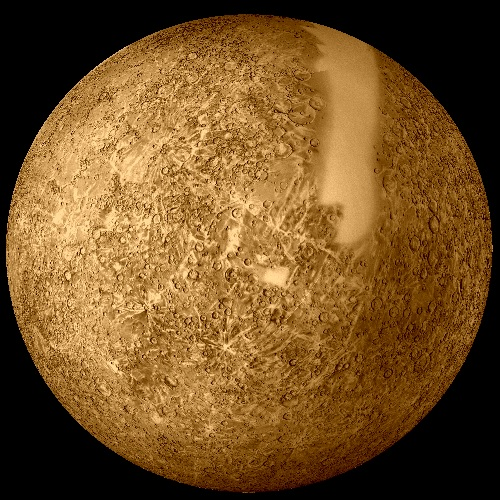
Композитное изображение Меркурия, составленное из снимков, сделанных аппаратом «Mariner 10»

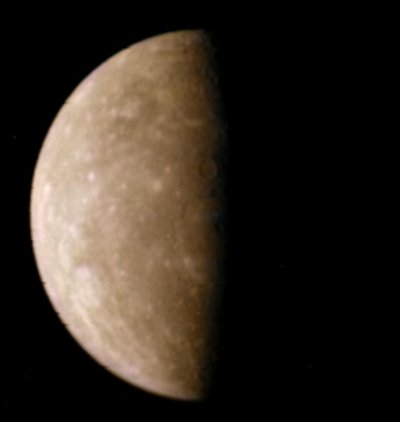
Изображение планеты Меркурий, полученное АМС «Маринер-10»

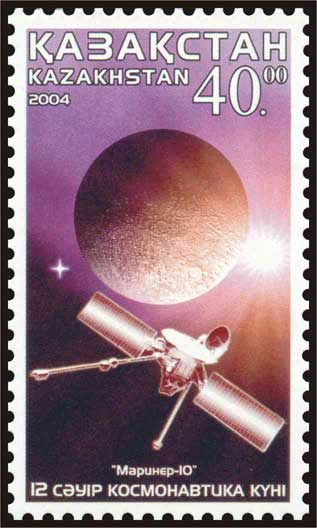
«Маринер-10» на почтовой марке Казахстана

«Маринер-10» трижды пролетал мимо Меркурия: 29 марта (на расстоянии 703 км), 21 сентября (48 069 км) 1974 года и 16 марта 1975 (327 км). Была составлена карта 40-45 % поверхности планеты. Поверхность Меркурия оказалась сильно кратерированной и схожей с лунной. Но в отличие от Луны на Меркурии обнаружены необычные высокие и очень протяжённые обрывы (эскарпы).
«Маринер-10» определил, что температура ночью на Меркурии составляет −183 °C, а максимальная дневная температура +187 °C (по современным данным — от −190 до +500 °C).
По данным «Маринера-10», Меркурий почти лишён атмосферы, имеется крайне разреженная газовая оболочка из гелия.
Аппарат впервые измерил магнитное поле Меркурия.
Следующим космическим аппаратом для изучения Меркурия стал «Мессенджер», который был запущен 3 августа 2004 года и после торможения 18 марта 2011 вышел на орбиту вокруг планеты, став первым искусственным спутником Меркурия.